# Josette Abondio
Josette Desclercs Abondio hoặc Josette Abondio (sinh năm 1932) là một giáo viên, nhà văn và nhà viết kịch người Bờ Biển Ngà.

## Cuộc sống ban đầu và giáo dục
Josette Desclercs Abondio sinh năm 1932  tại Bờ Biển Ngà và ngôn ngữ đầu tiên của bà là tiếng Pháp. Bà phát hiện ra những cuốn sách trong thời thơ ấu của mình và trở thành một độc giả cuồng nhiệt. Abondio làm việc như một giáo viên trung học  và huấn luyện viên về biểu hiện kỹ thuật.

## Sự nghiệp văn chương
Năm 1993, bà đã viết Kouassi Koko... ma mère, đây là một cuốn tiểu thuyết về một người vợ lẽ sau cái chết của người bảo trợ.
Tác phẩm lớn tiếp theo của bà vào năm 1999 là một cuốn sách minh họa cho trẻ em có tựa đề Le rêve de Kimi.
Abondio là chủ tịch thứ ba của Hội Nhà văn Bờ biển Ngà (AECI) từ năm 1998 đến năm 2000. Năm 2010, bà đã làm việc với Flore Hazoumé trên tạp chí Scrib Spiritualité.
Năm 2013, bà đang điều hành một cửa hàng sách ở Abidjan.

## Cuộc sống cá nhân
Abondio rất yêu thích võ thuật và là một đai đen trong karate.

## bàng trình
- Kouassi Koko...ma mère. Edilis. 1993. ISBN 2909238075. OCLC 33194315.  Kouassi Koko...ma mère. Edilis. 1993. ISBN 2909238075. OCLC 33194315.  Kouassi Koko...ma mère. Edilis. 1993. ISBN 2909238075. OCLC 33194315.
- Le rêve de Kimi. Editions Neter. 1999. ISBN 2844870236. OCLC 44010403.  Le rêve de Kimi. Editions Neter. 1999. ISBN 2844870236. OCLC 44010403.  Le rêve de Kimi. Editions Neter. 1999. ISBN 2844870236. OCLC 44010403. [3]
- Le jardin d'Adalou. Les Classiques Ivoiriens. 2012. ISBN 9791090625136. OCLC 905395574.  Le jardin d'Adalou. Les Classiques Ivoiriens. 2012. ISBN 9791090625136. OCLC 905395574.  Le jardin d'Adalou. Les Classiques Ivoiriens. 2012. ISBN 9791090625136. OCLC 905395574.
- La dernière ruse de compère araignée. Les Classiques Ivoiriens. 2013. ISBN 9791090625242. OCLC 957078090.  La dernière ruse de compère araignée. Les Classiques Ivoiriens. 2013. ISBN 9791090625242. OCLC 957078090.  La dernière ruse de compère araignée. Les Classiques Ivoiriens. 2013. ISBN 9791090625242. OCLC 957078090.
- Le royaume du cœur, 2013 [2]
- Tant qu'elle aimeà: Nouvelles. Les Classiques Ivoiriens. 2015. ISBN 9782372230148. OCLC 956633971. Tant qu'elle aimeà: Nouvelles. Les Classiques Ivoiriens. 2015. ISBN 9782372230148. OCLC 956633971. Tant qu'elle aimeà: Nouvelles. Les Classiques Ivoiriens. 2015. ISBN 9782372230148. OCLC 956633971.  Tant qu'elle aimeà: Nouvelles. Les Classiques Ivoiriens. 2015. ISBN 9782372230148. OCLC 956633971.  Tant qu'elle aimeà: Nouvelles. Les Classiques Ivoiriens. 2015. ISBN 9782372230148. OCLC 956633971. Tant qu'elle aimeà: Nouvelles. Les Classiques Ivoiriens. 2015. ISBN 9782372230148. OCLC 956633971., một tập truyện ngắn bằng tiếng Pháp.